# Lukáš Mareček
Lukáš Mareček (*17. duben 1990 Ivančice) je český profesionální fotbalista, který hraje na pozici defensivního záložníka za český klub FK Teplice. V roce 2016 odehrál také 3 zápasy v dresu české reprezentace.
Mimo ČR působil na klubové úrovni v Nizozemsku a Belgii.

## Klubová kariéra
Začínal v roce 1996 v domovském Domašově (registrován od 29. května 1997), 30. března 1998 přestoupil do 1. FC Brno a postupem času se propracovával žákovskými a dorosteneckými týmy až do A-mužstva, kde poprvé do ligového zápasu nastoupil po zimní přestávce 17. února 2008 v Jablonci. V české lize odehrál za Zbrojovku Brno padesát zápasů, branku nevstřelil. Od ledna 2010 působil v klubu RSC Anderlecht Brusel, kde podepsal smlouvu do června 2014. Zde se ale příliš neprosadil a trenér Anderlechtu John van den Brom mu doporučil hostování v nizozemském Heerenveenu.
29. srpna 2012 odešel na jednoleté hostování do klubu nizozemské Eredivisie SC Heerenveen. Tady se dokázal prosadit do základní sestavy a rozehrával dokonce standardní situace. Vedl jej zde trenér Marco van Basten, Mareček v klubu vstřelil své první ligové góly v kariéře. Po skončení hostování se vrátil do Anderlechtu (Heerenveen neuplatnil opci).

### AC Sparta Praha
V srpnu 2013 přestoupil do AC Sparta Praha. 5. září 2013 vstřelil jedinou branku v přípravném zápase se Slovanem Bratislava. V sezóně 2013/14 slavil se Spartou Praha zisk ligového titulu již ve 27. kole 4. května 2014. 17. května 2014 získal se Spartou double po výhře 8:7 v penaltovém rozstřelu ve finále Poháru České pošty proti Viktorii Plzeň. Mareček svůj pokus neproměnil.
22. července 2014 se představil v odvetě 2. předkola Ligy mistrů UEFA proti estonskému klubu FC Levadia Tallinn (remíza 1:1), v utkání vstřelil vedoucí branku. Sparta nakonec s celkovým skóre 8:1 pohodlně postoupila do 3. předkola.
25. únor 2016 se výrazně podílel na postupu do osmifinále Evropské ligy přes ruský tým FK Krasnodar, když vstřelil první branku letenských v odvetném zápase v Rusku. Utkání skončilo 0:3. S týmem se dostal až do čtvrtfinále Evropské ligy, kde následovalo vyřazení španělským Villarrealem. 13. března 2016 se v utkání se Sigmou Olomouc poprvé zapsal mezi střelce nejvyšší české fotbalové ligy (ve svém 105. zápase), jednalo se o kuriózní gól, když byl střílejícím spoluhráčem Lukášem Váchou trefen do zadnice, od které se míč odrazil do protipohybu brankáře. Na začátku roku 2018 s ním klub přestal počítat.

### KSC Lokeren
V lednu 2018 přestoupil ze Sparty do belgického prvoligového klubu KSC Lokeren.

### FK Teplice
Dne 21. ledna 2020 přestoupil z klubu KSC Lokeren

## Reprezentační kariéra
Lukáš Mareček nastupoval za české mládežnické výběry od kategorie do 16 let. Hrál mj. na Mistrovství světa hráčů do 20 let 2009 v Egyptě, kde ČR vypadla v osmifinále s Maďarskem na penalty 3:4 (po prodloužení byl stav 2:2). Od srpna 2010 působil v reprezentaci ČR do 21 let.
24. 3. 2016 debutoval pod trenérem Pavlem Vrbou v A-mužstvu ČR v přátelském utkání v Praze proti reprezentaci Skotska (porážka 0:1).

### Reprezentační góly a zápasy
| Rok    | Zápasy | Góly |
| ------ | ------ | ---- |
| 2008   | 1      | 0    |
| 2009   | 6      | 0    |
| 2010   | 4      | 1    |
| 2011   | 10     | 0    |
| 2012   | 2      | 0    |
| Celkem | 23     | 1    |

| 2016               | 3 | 0 |
| Celkem             | 3 | 0 |
| Platí k 4. 2. 2018 |   |   |

Góly Lukáše Marečka v české reprezentaci do 21 let
| Gól | Datum      | Stadion                        | Soupeř  | Skóre (min.) | Výsledek | Soutěž                      |
| --- | ---------- | ------------------------------ | ------- | ------------ | -------- | --------------------------- |
| 010 | 3. 9. 2010 | Městský stadion Mladá Boleslav | Německo | 01:00 (38.)  | 1:1      | kvalifikace na ME „21“ 2011 |